# Селянский, Никита Евгеньевич
Селя́нский, Ники́та Евге́ньевич — абсолютный чемпион мира, победитель чемпионата мира, 6-кратный чемпион России, обладатель Кубка мира, заслуженный мастер спорта России, 3-кратный чемпион Европы, член Федерации кикбоксинга Красноярского края, тренер, а также победитель всемирных игр боевых искусств (Олимпийская программа), лауреат Национальной спортивной премии 2023 года.
В 2017 году, принимал участие, в столице Венгрии Будапеште, чемпионат мира по кикбоксингу по версии WAKO, который проходил с 5 по 11 ноября. В турнире принимали участие около 1,5 тыс. спортсменов из 68 стран мира.
В составе российской сборной Красноярский край представлял уроженца Ачинска — Никита Селянский, который отстаивал регион в дисциплине фулл-контакт.

## Биография

### Ранние годы
Селянский, Никита Евгеньевич — родился в городе Ачинск, 3 июня 1993 года. Отец, Селянский, Евгений Евгеньевич —  предприниматель. Мать, Селянская (Соловьёва), Наталья Иннокентьевна — врач-косметолог.
С 6 лет занимается кикбоксингом (тренер Эдуард Колодин). В 2008 году окончил 9 классов школы № 5, в 2011‑м — лицей № 8. С 2011‑го — студент Ачинского педагогического колледжа (физвоспитание).

### Спортивная карьера
Абсолютный чемпион мира, 4-кратный чемпион России, обладатель Кубка мира, победитель всемирных игр боевых искусств (Олимпийская программа), 3-кратный чемпион Европы, заслуженный мастер спорта России, пятикратный победитель первенств России и СибФО, серебряный призер Европейского первенства — 2011 (в соревновательных видах фул-контакт, фул-контакт с лоу-киком) и многое другое. Обладатель примерно 300 медалей, завоеванных на различных соревнованиях.

## Жена и дети
- Жена —  Селянская (Тупикина), Алина.
- Сыновья:
  - Селянский, Добрыня Никитич.
  - Селянский, Мирослав Никитич.